# Apothekenverkaufspreis
Der Apothekenverkaufspreis (AVP, auch Apothekenabgabepreis) ist der Verkaufspreis der Apotheken für Arzneimittel und berechnet sich aus  dem Apothekeneinkaufspreis (Arzneimittelpreis ab Hersteller und Zustellung) plus einem Apothekenaufschlag (Apothekenspanne) plus Mehrwertsteuer.

## Situation in Deutschland
In Deutschland stellt er den Preis dar, zu dem eine Apotheke ein Arzneimittel mit der gesetzlichen Krankenversicherung abrechnen kann. Für verschreibungspflichtige Arzneimittel berechnet sich der Aufschlag nach der  Arzneimittelpreisverordnung in der gültigen Fassung, für nicht verschreibungspflichtige wird § 129 Sozialgesetzbuch Fünftes Buch zugrunde gelegt.
Seit der Gesundheitsreform 2004 werden nicht verschreibungspflichtige Arzneimittel, von Ausnahmen abgesehen, nicht mehr von der gesetzlichen Krankenversicherung  (GKV) erstattet. Für Arzneimittel, die nicht zu Lasten der GKV abgegeben werden, können die Apotheken die Preise selbst festlegen.
Abzugrenzen ist  der AVP vom unverbindlichen Apothekenverkaufspreis (UAVP), der ein Pendant zur allgemein bekannten unverbindlichen Preisempfehlung (UVP) darstellt.
Der AVP wird der Informationsstelle für Arzneispezialitäten (IFA, Frankfurt am Main) gemeldet und den Apotheken, aber auch pharmazeutischen Berufsgruppen, Pharmaunternehmen und Krankenkassen beispielsweise über die sogenannte Lauer-Taxe verfügbar gemacht.

## Situation in Österreich
In Österreich zahlen Versicherte der gesetzlichen Krankenkassen (Pflichtversicherung) – sofern sie nicht von der Rezeptgebühr befreit wurden – bei auf einem Kassenrezept verschriebenen Medikament eine Rezeptgebühr. Sie wird von der Apotheke eingehoben und mit der Krankenkasse gegenverrechnet (von den Krankenkassen bekommen die Apotheken den Aufwand für Medikamente und die Apothekenleistung ersetzt).
Die Rezeptgebühr beträgt unabhängig vom tatsächlichen Preis des Medikaments 7,55 Euro (Stand 2025) pro Medikamentenpackung. Liegt der volle Preis der Packung jedoch unter der Rezeptgebühr, ist nur dieser zu entrichten.

## Situation in der Schweiz
In der Schweiz wird zwischen kassenpflichtigen und nicht kassenpflichtigen Arzneimitteln unterschieden. Nur die in der Spezialitätenliste des Bundesamts für Gesundheit aufgeführten Medikamente besitzen einen Fabrikabgabepreis und einen festgelegten Publikumspreis, der den höchsten Preis darstellt, für den Apotheken das jeweilige Medikament abgeben dürfen. Alle drei Jahre wird überprüft, ob das in der Spezialitätenliste aufgeführte Arzneimittel die Anforderungen hinsichtlich Wirksamkeit, Zweckmäßigkeit und Wirtschaftlichkeit erfüllt. Bei nicht kassenpflichtigen Arzneimitteln können die Apotheken den Preis selbst festlegen.